# 263-я истребительная авиационная дивизия
263-я истреби́тельная авиацио́нная диви́зия (263-я иад) — соединение Военно-Воздушных сил (ВВС) Вооружённых Сил РККА, принимавшее участие в боевых действиях Великой Отечественной войны.

## Наименования дивизии
- 263-я истребительная авиационная дивизия;
- 263-я бомбардировочная авиационная дивизия;
- 1-я гвардейская бомбардировочная авиационная дивизия;
- 1-я гвардейская бомбардировочная авиационная Кировоградская дивизия;
- 1-я гвардейская бомбардировочная авиационная Кировоградская Краснознамённая дивизия;
- 1-я гвардейская бомбардировочная авиационная Кировоградская Краснознамённая ордена Богдана Хмельницкого дивизия;
- 164-я гвардейская бомбардировочная авиационная Кировоградская Краснознамённая ордена Богдана Хмельницкого дивизия;
- Полевая почта 78597.

## Создание дивизии
263-я истребительная авиационная дивизия начала своё формирование в июне 1942 года в составе ВВС Московского военного округа.

## Переформирование дивизии
263-я истребительная авиационная дивизия была переформирована 14 сентября 1942 года на основании Приказа НКО в 263-ю бомбардировочную авиационную дивизию.

## В действующей армии
В составе действующей армии:
- с 27 июля 1942 года по 14 сентября 1942 года.

## Командир дивизии
| Звание    | Имя                  | Период                  | Примечание |
| --------- | -------------------- | ----------------------- | ---------- |
| Полковник | Гейбо Иосиф Иванович | 27.07.1942 — 31.07.1942 |            |
| Полковник | Добыш Фёдор Иванович | 31.07.1942 — 14.09.1942 |            |

## В составе объединений
| Дата          | Фронт (округ)                        | Армия                                         | Примечания |
| ------------- | ------------------------------------ | --------------------------------------------- | ---------- |
| 01.06.1942 г. | Московский военный округ             | ВВС Московского военного округа               | -          |
| 26.07.1942 г. | Калининский фронт                    | 3-я воздушная армия                           | -          |
| 09.08.1942 г. | Московский военный округ             | ВВС Московского военного округа               | -          |
| 10.08.1942 г. | Резерв Верховного Главнокомандования | авиация Резерва Верховного Главнокомандования | -          |
| 14.09.1942 г. | Западный фронт                       | 1-я воздушная армия                           | -          |

## Части и отдельные подразделения дивизии
За весь период своего существования боевой состав дивизии претерпевал изменения, в различное время в её состав входили полки:
| Период                        | Части                                 | Примечание                                 |
| ----------------------------- | ------------------------------------- | ------------------------------------------ |
| 01.06.1942 г. — 09.08.1942 г. | 812-й истребительный авиационный полк | Передан в состав ВВС МВО                   |
| 24.06.1942 г. — 10.08.1942 г. | 813-й истребительный авиационный полк | Убыл на доукомплектование в состав ВВС МВО |
| 09.06.1942 г. — 10.10.1942 г. | 814-й истребительный авиационный полк | Убыл в состав 224-й шад                    |
| 18.08.1942 г. — 21.09.1942 г. | 91-й истребительный авиационный полк  | Убыл в состав 202-й иад                    |

## Участие в операциях и битвах
- Ржевско-Сычевская операция — с 31 июля 1942 года по 23 августа 1942 года.

## Первая победа дивизии в воздушном бою
Первая известная воздушная победа дивизии в Великой Отечественной войне одержана 29 июля 1942 года: парой Як-1 812-го иап (ведущий старший лейтенант Незоля П. Г.) в воздушном бою в районе д. Алёшки сбит самолёт противника «Фокке-Вульф».